# Guillaume-Louis d'Anhalt-Harzgerode
Guillaume-Louis d'Anhalt-Harzgerode (né à Harzgerode, 18 août 1643 - Harzgerode, 14 octobre 1709), fut un prince allemand de la maison d'Ascanie et le second et dernier souverain de la principauté d'Anhalt-Harzgerode lignée cadette de l'Anhalt-Bernbourg.

## Biographie
Guillaume-Louis est l'ainé des enfants et le seul fils de Frédéric d'Anhalt-Harzgerode, et de sa première épouse Jeanne-Élisabeth de Nassau-Hadamar, fille du prince Jean-Louis de Nassau-Hadamar.
Guillaume-Louis succède à son père en 1670. De 1660 jusqu'en 1668, il est le second héritier potentiel de la principauté d'Anhalt-Bernbourg jusqu'à la naissance de son cousin, Victor-Amédée d'Anhalt-Bernbourg.

## Mariages et succession
A Laubach le 25 juillet 1671, Guillaume-Louis épouse Élisabeth Albertine (née à Cassel, 6 mars 1631 – morte à Harzgerode, 2 janvier 1693), fille du comte Albert Othon II de Solms-Laubach. Elle était son aîné de quatorze ans et c'est peut être pour cette raison que leur union reste stérile.
Au Château de Frederiksborg près de Copenhague le 20 octobre 1695 Guillaume Louis épouse en secondes noces Sophie Auguste (née à Dillenburg, 28 avril 1666 - morte à Usingen, 14 janvier 1733), fille du prince Henri de Nassau-Dillenbourg. Leur union fut également stérile bien que cette fois Sophie Auguste soit sa cadette de 23 ans.
Son prince étant restée sans descendance malgré deux unions l'Anhalt-Harzgerode revient à la mort de Guillaume-Louis  à la lignée Anhalt-Bernbourg représentée à cette époque par son cousin Victor-Amédée.